# Marius Audran
Pour les articles homonymes, voir Audran.
Prosper Marius Pierre Audran (Aix-en-Provence, 28 septembre 1816 - Marseille, 9 janvier 1887) est un chansonnier et ténor français, père d'Edmond Audran.

## Biographie
Fils d'un entrepreneur, il fait des études à l'école des beaux-arts de Marseille et commence à chanter dans de petites salles où il est repéré pour sa voix. Il fait d'abord partie du théâtre de la Monnaie à Bruxelles (1838-1839) et débute en 1842 à l'Opéra-Comique où il devient rapidement premier ténor et parolier. Il participe à nombre d'opéras des années 1840 tels que Le roi d'Yvetot d'Adolphe Adam (1842), Le puits d'amour d'Eugène Scribe (1843), Angélique et Médor d'Ambroise Thomas (1843), Haydée ou le secret d'Daniel-François-Esprit Auber (1847) ou La fée aux roses de Jacques-Fromental Halévy (1849).
Il devient par la suite professeur de chant au Conservatoire de Marseille de 1860 à 1880.

## Œuvres

### Auteur
- La Colombe du soldat (romance) (1851)
- Vous pleurez d'être heureux (romance) (1853)
- Le guide des montagnes (romance dramatique) (1854)
- Veillez sur mon enfant (prière), (1855)
- Prière à la Vierge (1867)
- La mère chrétienne (berceuse) (1870)

### Coauteur
- Le Soir à la Veillée, avec Antony Rénal (1843)
- Le Chant du sabotier, avec J. P. Schmit (1851)
- Le mot le plus doux (rêverie), avec Sylvain Saint-Étienne (1851)
- N'écoute pas les fleurs (romance), avec Armand de Lagniau (1851)
- Aimons-nous Mariette (romance), avec A. T. Brulon (1852)
- L'Amour s'en va Coumo Ven (romanso nouvello), en provençal, avec Marius Bourelly (1853)
- Belange des nuits (Sérénade), avec Q. Rénal (1853)
- L'Enfant et l'oiseau (mélodie), avec Alexandre St Étienne (1853)
- La Bergeronnette (romance), avec Marius Bourrely (1854)
- Mon cœur jalouse (mélodie), avec Adolphe Catelin (1854)
- L'Amandier fleuri (mélodie), avec J. B. gant (1855)
- Le Vieux vagabond (romance), avec Pierre-Jean de Béranger (1855)
- Mon étau (mélodie dramatique), avec A. Clesse (1856)
- Jane, pourquoi pleurer ? (romance), avec Marius Bourrelly (1860)
- Les 3 moulins (simple histoire), avec A. Joubert (1860)
- L'Œuf de Pâques (historiette), avec A. Joubert (1865)
- Mélodie du soir (sérénade), avec Sylvain Saint-Étienne (1867)
- Au coin du feu (Souvenir d'autrefois), avec A. Joubert (1875)
- Lei Mouro (Les mores) (aubade), en provençal et français, avec J. Y. Gaut (1877)
- L'Enfant et la rose (romance), avec Ch. Chaubet (1878)
- Je pleure encore (romance), avec Pierre Lachambeaudie